# 中国鉄路太原局集団有限公司
中国鉄路太原局集団有限公司（ちゅうごくてつろたいげんきょくゆうげんコンス）は、中華人民共和国中国国家鉄路集団に属する鉄道運営会社の一つである。旧称は太原鉄路局。略称は太原局、太局。2005年に北京鉄路局より分離・独立した。
本公司の管理する線路の総延長は3623.4kmで営業路線距離は1595.8km、管区内に176の駅を有する。管轄範囲は元来北京鉄路局が管轄していた山西省内の路線と大秦線（河北省、北京市も含む）である。山西省内であっても、太焦線の大平駅以南と邯長線・侯月線の端氏駅以南は鄭州局管轄で、石太線の坡頭駅以東と京原線の霊丘駅以東と陽渉線は北京局の管轄である。